# Majun
Majun ou majoun ( em árabe: معجون "amassado"/"pasta") é um doce marroquino e egípcio, normalmente parecido com uma bolinho, caramelo ou marmelada. Os ingredientes podem incluir mel, nozes e frutas secas, e frequentemente cannabis comestível, por vezes em combinação com outras drogas. Um relatório de 1957 descreve o majun como contendo "cânhamo, ópio e sementes de datura".